# Zerocalcare
Pour les articles homonymes, voir Rech (homonymie).
Zerocalcare, de son vrai nom Michele Rech, est un auteur de bande dessinée italien, né le 12 décembre 1983 à Arezzo, en Italie. Il est considéré comme un des plus célèbres auteurs italiens de bandes dessinées.

## Biographie
Michele Rech est né à Arezzo, où son père, originaire de Rebibbia, travaillait temporairement, puis réside à Cortone. Il grandit ensuite en France, pays d'origine de sa mère, puis à Rome, dans le quartier de Rebibbia-Ponte Mammolo, où il fréquente le lycée Chateaubriand.
Il fait ses débuts en bande dessinée avec une histoire sur les émeutes anti-G8 de Gênes de 2001 et commence à travailler comme illustrateur pour le journal Liberazione. En tant qu'illustrateur pour le mensuel la Repubblica XL, il acquiert une expérience dans le monde du graphisme, en dessinant des couvertures de disques et de fanzines d'artistes punk rock. En 2011, il crée le blog zerocalcare.it, dans lequel il publie deux fois par semaine des bandes dessinées qui reconstruisent son histoire individuelle. Sa première bande dessinée, La Prophétie du tatou (2011) connaît un succès immédiat auprès du public.

## Œuvre

### Bandes dessinées
- « Precariopolis »(it), dans la Repubblica XL, no 2, Rome, octobre 2005.
- Ge vs G8. Genova a fumetti contro il G8, Rimini, Nda Press, 2006 (ISBN 978-88-8903-532-0), « La nostra storia alla sbarra »
- Ge vs G8. Genova a fumetti contro il G8, Rimini, Nda Press, 2006 (ISBN 978-88-8903-532-0), « Genova non è finita »
- « Sport sotto assedio »(it), avec Cristina Petrucci, dans la Repubblica XL, Rome, octobre 2007.
- Zero tolleranza. Fumetti politicamente scorretti, Padoue, BeccoGiallo, 2008 (ISBN 9788885832466), « La colpa è che abbozzano sempre »
- Sherwood Comix. Immagini che producono azioni, Padoue, Edizioni NPE, 2009 (ISBN 9788888893648), « Vite di paglia »
- « L'anonimo »(it), dans Il Canemucco, no 1, Rome, Coniglio Editore, 2010.
- « Effecinque »(it), dans Il Canemucco, no 2, Rome, Coniglio Editore, 2010.
- « L'ospite »(it), dans Il Canemucco, no 4, Rome, Coniglio Editore, 2010.
- Global Warming. Immagini che producono azioni, Rimini, Nda Press, 2010 (ISBN 9788889035450), « Il climattivista »
- « Il Bignami del Balocco Studentesco »(it), dans ANTIFA!nzine, no 1, Rome, Free Ink!, 2011.
- « Colloqui »(it), dans ANTIFA!nzine, no 2, Rome, Free Ink!, 2011.
- La profezia dell'armadillo (it), Resana, Graficart, 2011  (ISBN 8889021446).
  - La profezia dell'armadillo : colore 8 bit, Milan, BAO Publishing, 2012,  (ISBN 9788865431030). Version colorisée.
  - (fr) La Prophétie du tatou, Éditions Paquet, coll. « Perfectus », 2014,  (ISBN 9782888906490).
  - (fr) La Prophétie du Tatou (version augmentée), Cambourakis, 2020,  (ISBN 9782366245219).
- « Neet Kidz »(it), dans Internazionale, 2012.
- Un polpo alla gola (it), Milan, BAO Publishing, 2012,  (ISBN 9788865431139).
  - (fr) Un poulpe à la gorge, Cambourakis, 2020,  (ISBN 9782366246018).
- Ogni maledetto lunedì su due (it), Milan, BAO Publishing, 2013,  (ISBN 9788865431559).
- Dodici (it), Milan, BAO Publishing, 2013,  (ISBN 9788865431801).
  - (fr) Douze Heures plus tard: Le matin des morts-vivants, Cambourakis, 2018,  (ISBN 9782366243215).
- Dimentica il mio nome (it), Milan, BAO Publishing, 2014,  (ISBN 9788865432549).
  - (fr) Oublie mon nom, Cambourakis, 2017  (ISBN 9782366242874).
- « Sparare a zero »(it), dans Best Movie, 24 septembre 2014-continu.
- « Kobane Calling »(it), dans Internazionale no 1085, 16 janvier 2015, p. 33-74,  (ISSN 1122-2832).
  - (it)Kobane Calling, Milan, BAO Publishing, 2016,  (ISBN 9788865436189).
  - (fr) Kobane Calling, Cambourakis, 2016. Sélection officielle du Festival d'Angoulême 2017,  (ISBN 9782366242263).
  - (fr) Kobané calling: Nouvelle èdition augmentèe, Cambourakis, 2019,  (ISBN 9782366244403).
  - Kobane Calling. Oggi (it), Milan, BAO Publishing, 2020,  (ISBN 9788832734591).
  - Audio livre (it), Storyside, 2021,  (ISBN 9789179897079).
- Giacomo Bevilacqua, A Panda piace fare i fumetti degli altri (it), Modena, Panini Comics, 2015 (ISBN 978-88-9121-663-2), « Se Zerocalcare avesse scelto un panda anziché un armadillo? »
  - Giacomo Bevilacqua, Sono una testa di panda, BAO Publishing, 2023  (ISBN 9788832739336), « Se Zerocalcare avesse scelto un panda anzichè un armadillo? »
- L'elenco telefonico degli accolli (it), Milan, BAO Publishing, 2015,  (ISBN 9788865435014).
- « Ferro e piume »(it), dans Internazionale no 1122, 2 octobre 2015, p. 47-74.
- « Groviglio »(it), dans La Repubblica, 24 décembre 2016[4].
  - (fr) « Imbroglio », Cambourakis, 2017  (ISBN 9782366242577).
- La rabbia, Turin, Einaudi Stile Libero Extra, 2016 (ISBN 978-88-0623-093-7), « Così passi dalla parte del torto ».
- Macerie prime (it), Milan, BAO Publishing, novembre 2017  (ISBN 9788865439760).
  - (fr) Au-delà des décombres, Cambourakis, 2018,  (ISBN 9782366243628).
- Dylan Dog presenta Groucho: Lo sbucciacipolle (it), Milan, Sergio Bonelli Editore, 2017.
- Prossima fermata. Una storia per Renato (it), Elementi Kairos, 2018[5].
- Educazione subatomica (it), Rome, CNR Edizioni, janvier 2018,  (ISBN 9788880803171).
  - Comics & science, t. 1, Milan, Feltrinelli, 2022  (ISBN 9788807550997), « Educazione subatomica »
- « Questa non è una partita a bocce »(it), dans l'Espresso, 14 janvier 2018.
- « Macelli »(it), dans Internazionale, 19 juillet 2018.
- Macerie prime, vol. 2: Sei mesi dopo (it), Milan, BAO Publishing, mai 2018,  (ISBN 9788832730760).
  - (fr) Au delà des décombres vol. 2: six mois plus tard, Cambourakis, 2019,  (ISBN 9782366243901).
  - (fr) Au delà des décombres intégrale, Cambourakis, 2019,  (ISBN 9782366244373).
- « C'è un quartiere che resiste »(it), dans Internazionale, 29 mars 2019,  (ISSN 1122-2832).
- La scuola di pizze in faccia del professor Calcare (it), Milan, BAO Publishing, 2019,  (ISBN 9788832733259).
- Scheletri (it), Milan, BAO Publishing, octobre 2020,  (ISBN 9788832734898).
- « Lontano dagli occhi, lontano dal cuore (it)», dans Internazionale Extra, no 13 décembre 2020.
- A babbo morto. Una storia di Natale (it), Milan, BAO Publishing, décembre 2020,  (ISBN 9788832735512).
  - (fr) Le père Noël est mort: Un conte de Noël, Cambourakis, 2022 (ISBN 9782366247091).
  - Audio livre (it), Storyside, décembre 2020,  (ISBN 9789180131957).
- « Romanzo sanitario (it)», dans l'Espresso, 28 mars 2021.
- « La dittatura immaginaria (it)», dans Internazionale, 14 mai 2021.
- « Etichette (it)», dans Internazionale, 26 juillet 2021.
- Niente di nuovo sul fronte di Rebibbia (it), Milan, BAO Publishing, novembre 2021,  (ISBN 9788832736571).
- « Dubbi confusi su un presente lacerato Parte 1 (it)», dans l'Essenziale no 1, 6 novembre 2021.
- « Dubbi confusi su un presente lacerato Parte 2 (it)», dans l'Essenziale no 2, 13 novembre 2021.
- « Dubbi confusi su un presente lacerato Parte 3 (it)», dans l'Essenziale no 3, 20 novembre 2021.
- « Strati (it)», dans L'Essenziale no 16, 19 février 2022.
- No sleep till Shengal (it), Milan, BAO Publishing, 2022.
  - (fr) No Sleep Till Shengal, Cambourakis, 2023 (ISBN 9782366247312).
- « La voragine »(it), dans l'Essenziale, 5 décembre 2022.
  - « La voragine »(it), dans Internazionale no 1490, 9 décembre 2022.
  - (fr)« Le gouffre », février 2023.
- « Rega' non ho capito »(it), dans Scottecs Gigazine (it) no 1, 5 juillet 2023,  (ISBN 9791281502000).
- « Corto circuito. Appunti e cronistoria della vicenda Lucca Comics »(it), dans www.internazionale.net, 2023.
  - « Corto circuito. Appunti e cronistoria della vicenda Lucca Comics »(it) no 1537, dans Internazionale, 10 novembre 2023.
- « In fondo al pozzo. Una storia di nazisti, galera e responsabilità »(it)no 1545, dans Internazionale, 12 janvier 2024.
- « Questa notte non sarà breve »(it)no 1553-1556, dans Internazionale, 8 mars 2024-29 mars 2024.
- « Una giornata a Budapest. Diario di un'udienza del processo a Ilaria Salis »(it), dans Internazionale, 5 avril 2024.
- « Non è risolto niente »(it)no 1566, dans Internazionale, 7 juin 2024.
  - Questa notte non sarà breve (it), Rome, Momo Edizioni, janvier 2018,  (ISBN 9791280298607).
  - La nuit sera longue, Rome, Momo edizioni, janvier 2025.

### Essais
- Sara Pavan (édité par), Il potere sovversivo della carta (it), DA, Milan, Agenzia X, 2014,  (ISBN 978-88-9502-974-0).
- Giorgio De Finis et Irene Di Noto, Senza Metropoliz non è la mia città (it), Rome, Bordeaux Edizioni, 2020,  (ISBN 9788832103984).
  - Audio livre (it), Storyside, 2020,  (ISBN 979-12-5963-004-9).
- Supporto legale (édité par), Nessun rimorso. Genova 2001-2021, Rome, Coconino Press, 2021,  (ISBN 978-88-7618-570-0).
- A.A.V.V., Fumetti di menare, Aprilia, In Your Face Comix, 2023 (ISBN 9788897571612)
- Marjane Satrapi (édité par), Donna, vita, libertà, Milan, RCS MediaGroup, 2023 (ISBN 978-88-1718-348-2).
- A.A.V.V., Pensare l’impensabile, tentare l’impossibile. A fianco di Alfredo, contro ergastolo e 41 bis, Milan, Colibrì Edizioni, 2023 (ISBN 978-88-9720-699-6)

### Préfaces
- Rojava Calling, Kobane, diario di una resistenza: Racconti di una staffetta di solidarietà (Sulla frontiera), Rome, Edizioni Alegre, 2016 (ISBN 978-88-9884-117-2).
- Boulet (trad. du français), Notes, vol. 2 : Le Petit Théâtre de la rue, Milan, BAO Publishing, janvier 2017 (ISBN 978-88-6543-290-7).
- Manu Larcenet (trad. du français), On fera avec, Rome, Coconino Press, 2017 (ISBN 9788876183720)
- Giacomo Bevilacqua, A Panda piace. Questo nuovo libro qui, Milan, Feltrinelli, 2018 (ISBN 978-88-0755-003-4).
- Claudio Calia, Dossier TAV. Una questione democratica, Padoue, BeccoGiallo, 2019 (ISBN 978-88-3314-070-4).
- AA.VV, Fumetti di menare, Aprilia, In Your Face Comix, 2023 (ISBN 978-88-9757-161-2).

### Couvertures
- Brian Michael Bendis, Steve McNiven et John Dell (coloré par Justin Ponsor), Gardiens de la Galaxie n.0, Modena, Panini Comics, octobre 2014 (couverture variant)[6].
- Wu Ming 1, Un viaggio che non promettiamo breve. Venticinque anni di lotte No Tav, Turin, Einaudi Stile Libero Big, mai 2015 (ISBN 978-88-0622-564-3).
- Boulet (trad. du français), Notes, vol. 1 : Born to be a larve, BAO Publishing, juillet 2015 (ISBN 978-88-6543-290-7) (couverture variant).
- Roberto Recchioni (dessiné par Gigi Cavenago), Dylan Dog : Mater Dolorosa, Milan, Sergio Bonelli Editore, janvier 2018 (ASIN B07LB68LCM) (couverture variant).
- Vasco Rossi, In questa città, Warner Music Italy, novembre 2019.
- Donny Cates (dessiné par Ryan Stegman), Absolute Carnage, Modena, Panini Comics, janvier 2020 (couverture variant).
- Jeffrey Miley Thomas et Federico Venturini (réviseurs), La vostra libertà e la mia. Abdullah Öcalan e la questione curda nella Turchia di Erdogan, Milan, Edizioni Punto Rosso, février 2020,  (ISBN 978-88-8351-238-4).
- Vasco Rossi, Sembro matto, Warner Music Italy, mars 2020.
- Skottie Young (dessiné par Jorge Corona), Middlewest, tome 1, Milan, BAO Publishing, octobre 2020 (couverture variant)  (ISBN 978-88-3273-456-0).
- Masami Kuramada, Saint Seya, tome 1, Pérouse, Star Comics, octobre 2022  (ISBN 978-88-2263-794-9) (couverture variant).
- Giacomo Bevilacqua, Metamorphosis, Milan, BAO Publishing, octobre 2022 (ISBN 978-88-3273-754-7) (couverture variant).
- Rojbin Beritan et Chiara Cruciati, La montagna sola. Gli ezidi e l'autonomia democratica di Şengal, Rome, Edizioni Alegre, novembre 2022 (ISBN 978-88-3206-783-5).
- Francesco Floris et Carlo Pallavicini, La muraglia umana. Le lotte dei facchini nella logistica, Rome, Momo Edizioni, mars 2023 (ISBN 979-12-8029-836-2).
- Ilaria Rossi, Prospettiva Quadraro. Qual è la libertà?, Arezzo, Setteponti, mai 2023 (ISBN 979-12-8100-514-3).
- Mattia Tombolini, Vecchi di merda. La società segreta contro i giovani, Rome, Momo Edizioni, octobre 2023 (ISBN 979-12-8029-838-6)
- Valeria Carletti, a Oltranza. (Dis)avventure di una vecchia groupie, Turin, Miraggi Edizioni, octobre 2023 (ISBN 978-88-3386-257-6)
- Nicaragua. Monologhi e poesie di un autore non famoso, Rome, Momo Edizioni, décembre 2023 (ISBN 979-12-8029-841-6)
- AA.VV., Lettera alla scuola. Leggere Don Milani oggi, Milan, Feltrinelli, février 2024 (ISBN 978-88-5885-880-6)
- Associazione Antigone, Il più grande attacco alla libertà di protesta della storia repubblicana italiana, Rome, Momo Edizioni, novembre 2024,  (ISBN 9791280298669).

### Autre
- Scavare fossati, nutrire coccodrilli, BAO Publishing, 2018 (ISBN 978-88-3273-210-8).
- Dopo il botto, BAO Publishing, 2023 (ISBN 978-88-3273-836-0).
- Zerocalcare Animation Art Book, BAO Publishing, 2023 (ISBN 978-88-3273-906-0).
- Enciclopedia calcarea. Guida ragionata all’universo di Zerocalcare, BAO Publishing, 2023 (ISBN 978-88-3273-931-2)

## Filmographie
- Ipocondria (it), clip, 2018
- La profezia dell'armadillo (it), film, 2018
- Rebibbia Quarantine, série de courts métrages d'animation, 2020
- Favole, clip, 2021
- À découper suivant les pointillés, série télévisée d'animation, 2021
- Ce monde ne m'aura pas, série télévisée d'animation, 2023[7]

## Prix et distinctions
- 2009 : Concours du Zuda Comics du janvier 2009 pour Safe Inside
- 2012 : Prix XL pour La Prophétie du tatou (it)
- 2012 : Prix Micheluzzi de la meilleure bande dessinée en ligne pour son site zerocalcare.it
- 2013 : Prix XL et prix Micheluzzi de la meilleure bande dessinée et pour Un poulpe à la gorge (it)
- 2014 :
  - Prix Satira politica di Forte dei Marmi comme "meilleur dessin satirique"
  - Finaliste Prix Strega pour Oublie mon nom (it)[8]
  - Prix du public "Livre de l'année" de Farenheit (Rai Radio 3) pour Oublie mon nom
- 2016 : Prix Micheluzzi de la meilleure histoire courte pour « Kobane Calling », dans Internazionale no 1085
  - prix Région Centre-Val-de-Loire pour Kobane Calling
- 2018 :
  - Prix du public Mondadori remis lors des prix Micheluzzi pour Au-delà des décombres (it)
  -  Finaliste Prix des libraires du Québec 2018 catégorie BD[9] hors Québec, pour Oublie mon nom (it)
- 2021 : Fabrique Award de la meilleure série télévisée[10] pour À découper suivant les pointillés
- 2022 :
  - Prix Sergio Bonelli[11] pour À découper suivant les pointillés
  - Diversity Media Award de la meilleure série télévisée italienne[12] pour À découper suivant les pointillés
- 2023 :
  - Prix Terzani pour No Sleep Till Shengal[13]